# Furudal
Furudal är en tätort i Rättviks kommun.
Furudal är beläget vid sjön Oresjön. Väg 301 från Rättvik till Alfta och järnvägslinjen Bollnäs-Orsa går genom orten. 
Områdena kring Furudal är mestadels skog av tall (fur). 

## Historik
Det närliggande Furudals bruk var verksamma med bland annat omfattande kättingsmide. 
Under andra världskriget spelade Furudal en viktig roll i utbildning av de norska polistrupperna, som utbildades i Skålmyra och Tappudden. Norsk Veteranmuseum visar detta i Furudals bruk.

### Befolkningsutveckling
| Befolkningsutvecklingen i Furudal 1960–2020 | Befolkningsutvecklingen i Furudal 1960–2020 | Befolkningsutvecklingen i Furudal 1960–2020 | Befolkningsutvecklingen i Furudal 1960–2020 | Befolkningsutvecklingen i Furudal 1960–2020 |
| ------------------------------------------- | ------------------------------------------- | ------------------------------------------- | ------------------------------------------- | ------------------------------------------- |
|                                             |                                             |                                             |                                             |                                             |
| År                                          |                                             |                                             | Folkmängd                                   | Areal (ha)                                  |
| 1960                                        | 1960                                        |                                             | 470                                         |                                             |
| 1965                                        | 1965                                        |                                             | 473                                         |                                             |
| 1970                                        | 1970                                        |                                             | 467                                         |                                             |
| 1975                                        | 1975                                        |                                             | 471                                         |                                             |
| 1980                                        | 1980                                        |                                             | 535                                         |                                             |
| 1990                                        | 1990                                        |                                             | 485                                         | 108                                         |
| 1995                                        | 1995                                        |                                             | 505                                         | 109                                         |
| 2000                                        | 2000                                        |                                             | 468                                         | 109                                         |
| 2005                                        | 2005                                        |                                             | 449                                         | 111                                         |
| 2010                                        | 2010                                        |                                             | 407                                         | 110                                         |
| 2015                                        | 2015                                        |                                             | 396                                         | 131                                         |
| 2020                                        | 2020                                        |                                             | 446                                         | 131                                         |
|                                             |                                             |                                             |                                             |                                             |

## Samhället
I orten finns Furudals skola med ett högstadium som erbjuder inriktning på hockey.

## Näringsliv
Största industri är Hedlunds sågverk och husfabrik som är uppdelad i "Hedlunds Timber AB" och "Bra Hus från Hedlunds AB".

## Evenemang
Under en sommarvecka, vecka 28, anordnas en "Orevecka" med många arrangemang i Furudals centrum och i kringliggande byar. Under måndagen hålls en veterantraktorträff vid Östanviksparken.  

## Idrott
Furudal har ett hockeylag, IFK Ore som spelar i de övre serierna. 
På sommaren arrangerar IFK Ore hockeyskolan Furudals hockeyskola, som är Europas största hockeyskola.

## Sevärdheter
En sevärdhet ungefär en mil från Furudal är Ärteråsens fäbod som fortfarande har betande djur på sommaren. 
Ore kyrka är en stor stenkyrka belägen vid Oresjön.